# جول الطفت (المحفد)

تعديل مصدري - تعديل

جول الطفت هي إحدى قرى عزلة المحفد بمديرية المحفد التابعة لمحافظة أبين، بلغ تعداد سكانها 125 نسمة حسب تعداد اليمن لعام 2004.